# Acropora sukarnoi
Acropora sukarnoi är en korallart som beskrevs av Wallace 1997. Acropora sukarnoi ingår i släktet Acropora och familjen Acroporidae. IUCN kategoriserar arten globalt som otillräckligt studerad. Inga underarter finns listade i Catalogue of Life.